# أوليفييه دول
أوليفييه دول هو لاعب كرة قدم بلجيكي، ولد في 9 يونيو 1973 في بروكسل في بلجيكا. شارك مع منتخب بلجيكا لكرة القدم. أما مع النوادي، فقد لعب مع نادي رويال أندرلخت ونادي لوكيرين.

## مسيرته الكروية
لعب أوليفييه دول خلال مسيرته الاحترافية مع 3 أندية في واحد وعشرون موسمًا وسجل خلالها 9 أهداف ضمن 431 مباراة. ولم يفز بأي موسم بالكأس وفاز في أربعة مواسم بالدوري.
خاض أوليفييه دول مسيرته مع R.F.C. Seraing (1904) ‏ في موسم 1989–90 ليلعب معه خمسة مواسم، مشاركًا في 83 مباراة ولم يسجل أي هدف. ثم انتقل إلى نادي رويال أندرلخت في موسم 1994–95 ليلعب معه عشرة مواسم، حيث شارك في 183 مباراة سجل خلالها 5 أهداف. لينتقل بعدها إلى نادي لوكيرين في موسم 2004–05 ليلعب معه ستة مواسم، مشاركًا في 165 مباراة سجل خلالها 4 أهداف.

## وصلات خارجية
- أوليفييه دول على موقع الاتحاد الدولي (مؤرشف)  (الإنجليزية)
- أوليفييه دول على موقع الاتحاد البلجيكي (الإنجليزية)
- أوليفييه دول على موقع قاعدة بيانات كرة القدم.إي يو (الإنجليزية)
- أوليفييه دول على موقع ناشيونال فوتبول تيمز (الإنجليزية)
- أوليفييه دول على موقع Soccerway.com (الإنجليزية)
- أوليفييه دول على موقع عالم كرة القدم.نت (الإنجليزية)